# Lyssach
Lyssach é uma comuna da Suíça, situada no distrito administrativo de Emmental, no cantão de Berna. Tem 6,1 km² de área e sua população em 2018 foi estimada em 1.446 habitantes.